# ...och rättvisa åt alla
...och rättvisa åt alla är en amerikansk juridisk dramafilm från 1979 i regi av Norman Jewison och med Al Pacino, Jack Warden och John Forsythe i huvudrollerna. Lee Strasberg, Jeffrey Tambor, Christine Lahti, Craig T. Nelson, Thomas Waites och Sam Levene (i hans sista filmuppträdande) medverkar i biroller. Det Oscarsnominerade manuset är skrivet av Valerie Curtin och Barry Levinson. Den filmades i Baltimore, inklusive domstolsbyggnadsområdet. Den fick två Oscarsnomineringar: Bästa skådespelare (Pacino) och Bästa originalmanus (Curtin och Levinson)

## Handling
Arthur Kirkland är offentlig försvarare och äcklas av hur korrupt rättssystemet är. När han tvingas försvara en våldtäktsanklagad domare som han hatar och som han vet är skyldig brister det för honom.

## Rollista (urval)
| Al Pacino        | – Arthur Kirkland         |
| Jack Warden      | – Domare Francis Rayford  |
| John Forsythe    | – Domare Henry T. Fleming |
| Lee Strasberg    | – Sam Kirkland            |
| Jeffrey Tambor   | – Jay Porter              |
| Christine Lahti  | – Gail Packer             |
| Sam Levene       | – Arnie                   |
| Robert Christian | – Ralph Agee              |
| Thomas Waites    | – Jeff McCullaugh         |
| Larry Bryggman   | – Warren Fresnell         |
| Craig T. Nelson  | – Frank Bowers            |